# Ubaidullah (Buchara)
Ubaidullah b. Mahmud (* 1476; † 1539), Sohn von Mahmud und Neffe von Muhammad Schaibani war Statthalter von Buchara, sowie 1533-1539 als usbekischer Oberherrscher ein bedeutender Usbekenkhan.

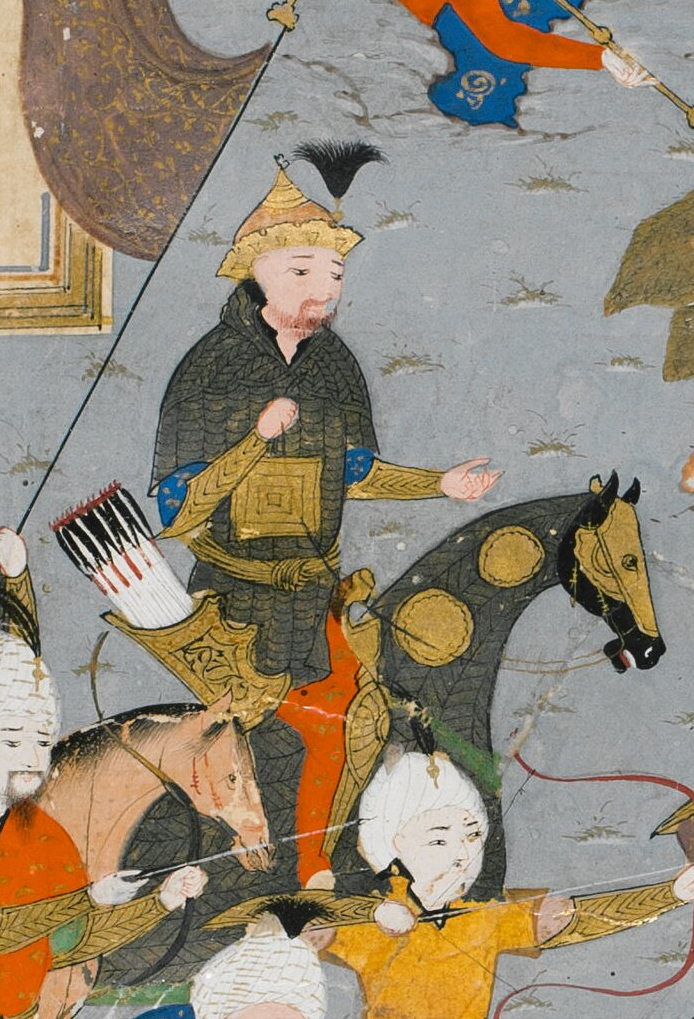
Ubaidullah in einer Miniatur aus dem 16. Jahrhundert

## Leben
Bei der Aufteilung der Städte und Ländereien unter den Familienmitgliedern fiel ihm Buchara zu, das er 1511/12 gegen den Timuriden Babur und die Safawiden verteidigen musste. Ubaidullah und Jani Beg, der Oberbefehlshaber des Heeres erwiesen sich hierbei als tatkräftig. Baburs Niederlage bei Gadschdiwan sicherte dann den Usbeken 1512 endgültig den Besitz des Landes zwischen Amudarja und Syr-Darja.
Ubaidullah war nicht nur ein Militär und Politiker, sondern auch ein Gelehrter, Dichter und Bauherr. In seine Zeit fällt die Errichtung der Kalon-Moschee (1514, neben dem Kalon-Minarett aus dem 12. Jh. an der Stelle einer alten Palastmoschee) und der Bau der Mir-Arab-Madrasa (1535/36) in Buchara. Die Madrasa wurde finanziert, indem Ubaidullah dreitausend gefangene Schiiten in die Sklaverei verkaufen ließ. 
Es gelang Ubaidullah jedoch nicht, Schah Tahmasp (reg. 1524–76) zu besiegen: seine fünf Offensiven in Chorasan waren letztlich erfolglos. Im September 1528 erlitt er die Niederlage von Turbet-i-Scheich Dscham, da die Iraner eine Artillerie aufgebaut hatten. Außerdem waren seine Befehlshaber im Gegensatz zu ihm an einer dauerhaften Besetzung Chorasans nicht interessiert. Ihnen reichte die Plünderung des Landes aus. Ebenso hatte der usbekische Oberherrscher Abu Sa'id (reg. 1530–33 in Samarqand) kein Interesse an einer Stärkung von Ubaidullahs Hausmacht und verweigerte ihm seine Hilfe. 
Zuletzt zog Ubaidullah Khan – inzwischen selber Oberherrscher – 1538 gegen das eigenständig gewordene Choresmien, das spätere Khanat Chiwa, und tötete den dortigen Khan Avanisch, wurde aber von dessen Sohn Din Muhammed (reg. 1539–53 als Teilherrscher) wieder hinausgeworfen. Kurz nach dieser Niederlage starb er und wurde in der Mir-Arab-Madrasa begraben. Unter den Usbeken brachen Machtkämpfe aus, die bis 1556 andauerten. In Buchara folgte ihm sein Sohn Abd ul-Aziz (1539–49).
| Personendaten    | Personendaten                              |
| ---------------- | ------------------------------------------ |
| NAME             | Ubaidullah                                 |
| ALTERNATIVNAMEN  | Mahmud, Ubaidullah b. (vollständiger Name) |
| KURZBESCHREIBUNG | Statthalter von Buchara, Usbekenkhan       |
| GEBURTSDATUM     | 1476                                       |
| STERBEDATUM      | 1539                                       |